# آلکاتل موبایل
آلکاتل موبایل (انگلیسی: Alcatel Mobile) شرکت تجهیزات مخابراتی فرانسوی است، که در سال ۱۹۹۶ تأسیس شد و هم‌اکنون از شرکت‌های زیرمجموعه نوکیا می‌باشد.